# Zveza cerkvenih pevskih zborov Trst
Zveza cerkvenih pevskih zborov Trst (ZCPZ) je nastala meseca marca 1963, ko so se na ustanovnem občnem zboru v Bazovici sestali slovenski duhovniki, organisti in skladatelji, ki so želeli, da bi določeno delovanje cerkvenih pevcev bolje koordinirali. ZCPZ je nastala v letih, ko je drugi vatikanski koncil določil zgodovinske spremembe v cerkveni glasbi. V tem obdobju je slovenska organizacija zbrala okrog sebe skladatelje, ki so tolmačili nova navodila s pisanjem maš, mašnih pesmi in novih duhovnih skladb v slovenskem jeziku. Med sabo so namreč že prej sodelovali, saj so v Trstu in okolici prirejali tematske, zlasti božične koncerte ali druge glasbene (predsvem zborovske) prireditve. Z ustanovitvijo ZCPZ so skušali olajšati delo organizatorjem teh pobud in so torej uresničili neko krovno organizacijo, ki je na razpolago vsem, ki se ukvarjajo z glasbo. Prireditve ZCPZ so bile velikokrat pionirskega pomena, odprle so nove poti, ustvarile dragoceno dediščino, postale so temelj dolgoletnih tradicij. Tako so vse do danes priredili ogromno božičnih koncertov, večino v Trstu, a tudi po Sloveniji, Benečiji, na Goriškem in v Kanalski dolini; več kot 50 zborovskih revij Pesem mladih,  ki privablja več šolskih oziroma društvenih ter župnijskih otroških in mladinskih zborov oziroma zbere skoraj 800 nastopajočih otrok iz vse tržaške pokrajine. Uresničili so skoraj 70 zborovskih koncertov odraslih zborov s posvetnim programom (od leta 1999 so revijo poimenovali Pesem jeseni), da bi spodbudili tudi cerkvene zbore v najžlahtnejšem duhu primorske tradicije k širjenju repertoarja tudi na priredbe ljudskih pesmi oziroma na partiture s posvetno vsebino. Zrelim glasovom namenja tudi dve zborovski dekanijski reviji letno.  Vsako leto priredi božično-novoletni zborovski koncert v stolnici sv. Justa v Trstu.  Pri Zvezi so organizirali nešteto zborovodskih in pevskih tečajev: še posebno žlahtni in pomembni so vsakoletni tedenski poletni seminarji, ki so se začeli leta 1970 v Tinjah na Koroškem in so se nadaljevali v številnih krajih po Sloveniji, na Južnem Tirolskem in v Kanalski dolini in jih prirejajo še danes.  Zveza prireja tudi specifične tečaje na Tržaškem za potrebe učiteljev in pevovodij otroških ter odraslih zborov. 
Zveza cerkvenih pevskih zborov Trst namenja posebno skrb izobraževanju organistov. Poleg sodelovanja in prirejanja priložnostnih orgelskih koncertov od leta 1968, so od leta 1986 uvedli nepogrešljivi del poletnih seminarjev: enotedenski orgelski tečaj. Do leta 1997 je zanj skrbel prof. Hubert Bergant, kasneje ga je nadomestila prof. Angela Tomanič, njo pa je nasledil ljubljanski stolni organist prof. Gregor Klančič. Svojčas se je skupina mlajših organistov tudi med letom srečevala v openski cerkvi, njihov mentor na področju liturgične rabe ‘kraljice instrumentov’ pa je bil prof. Matej Lazar.
Leta 1992 je ZCPZ pristopila k organizaciji vsakoletne množične zborovske revije Primorska poje. V tem okviru organizira vsaj dva koncerta v Trstu in redno prispeva k izvedbi koncerta v Kanalski dolini. Sodelovanje z goriškim Združenjem cerkvenih pevskih zborov je zelo plodno predvsem na raziskovalnem in muzikološkem področju.
Pomembna je tudi vloga Združenega zbora ZCPZ, ki združuje pevce iz vse pokrajine (največ pod vodstvom Edija Raceta) in že več kot tri desetletja skrbi za potrebe Slovenskega pastoralnega središča v centru Trsta in oplemeniti slovesne liturgije in praznovanja po raznih župnijah na Tržaškem in onkraj meje. 
Na Tržaškem so ponovno oživili lepo slovensko navado pritrkovanja, zato je ZCPZ vzpodbudila srečanja pritrkovalcev z naslovom Pojo, pojo zvonovi, ki so jih nadgradili s pritrkovalskimi tečaji. V zadnjem desetletju so tako marsikje v tržaški škofiji ovrednotili to prakso, ki oplemeniti vsak praznik. Najbolj razveseljivo pa je, da so k pritrkovalski dejavnosti pristopile tudi mlajše generacije.
Od svoje ustanovitve Zveza skrbi tudi za izdajanje različnih pesmaric in drugih glasbenih publikacij. Posebno poglavje na ustvarjalni in založniški poti so maše s slovenskim besedilom tržaških skladateljev Staneta Maliča in Ubalda Vrabca. Ostale publikacije so priložnostne knjige ob raznih obletnicah, izšlo pa je tudi več številk zbornika Glas naših zborov . Pri tem delu so se pri ZCPZ držali sklepov zgoraj omenjenega ustanovnega bazovskega posveta in nespornega dejstva, ki ga je večkrat v svojih pisnih in javnih nastopih izpostavil prof. Zorko Harej, da se je treba zavedati in upoštevati binom vrednot, ki je skozi čas reševal slovenski narod: krščanstvo in slovenstvo.
Leta 1981 je ZCPZ Trst prejela nagrado iz Černetovega sklada.
Leta 2013 je ZCPZ Trst prejela Peterlinovo nagrado ob svoji 50-letnici. 
ZCPZ Trst se je leta 2018 včlanila v deželno organizacijo USCI-FVG (Unione Società Corali del Friuli Venezia Giulia) - Združenja pevskih društev Furlanije Julijske Krajine, ki izredno podpira zborovsko petje.
Od leta 2019 dalje prireja ZCPZ Trst skupaj z SSO prireditev Cantate, na kateri vsako leto ob Dnevu Evrope z glasbo oplemenitijo praznični dan in bienalno podeljuje nagrado Pavle Merkù uspešnim zaslužnim še aktivnim glasbenikom.  
Zvezi cerkvenih pevskih zborov iz Trsta je leta 2023 priznanje in zahvalo Urada Republike Slovenije za Slovence v zamejstvu in po svetu podelila državna sekretarka Vesna Humar za »vztrajno delo na področju pevske kulture, združevanja in podpiranja cerkvenih pevskih zborov ter s tem bogatenja slovenskega bogoslužja in slovenske kulture«. 
Prvi predsednik ZCPZ Trst je bil Zorko Harej (1963 - 2010), nato je bil izvoljen Marko Tavčar (2010 - 2018), od leta 2018 pa je bila ta vloga zaupana Rossani Paliaga. 
Zadnji volilni občni zbor ZCPZ iz Trsta je bil junija 2023, na prvi seji dne 27. junija so izvoljeni člani določili funkcije v odboru. Rossana Paliaga je v naslednjem triletju ponovno prevzela krmilo Zveze v vlogi predsednice, podpredsednik je novi član odbora Bogdan Kralj, ki bo okrepil organizacijo z dolgoletno izkušnjo na področju vodenja glasbene ustanove. Alenka Legiša je ostala blagajničarka Zveze, medtem ko je Marija Brecelj prevzela tajniško delo znotraj izvršnega odbora. Nova člana odbora sta Boštjan Petaros in Ana Fajdiga, potrjena članica pa Alenka Cergol. Tudi umetniški odbor je pridobil novo članico: Zdenka Križmančič se je v naslednjem triletju pridružila ustvarjalnemu in svetovalnemu odboru, ki sta ga dosedaj sestavljata Janko Ban in Mirko Ferlan. Nadzorni odbor je bil v celoti potrjen: Vinko Skerlavaj, Marko Tavčar in Mara Petaros. Tatjana Oletič še vedno vodi redno organizacijsko in protokolarno delo. 